# Meester van de Ursulalegende

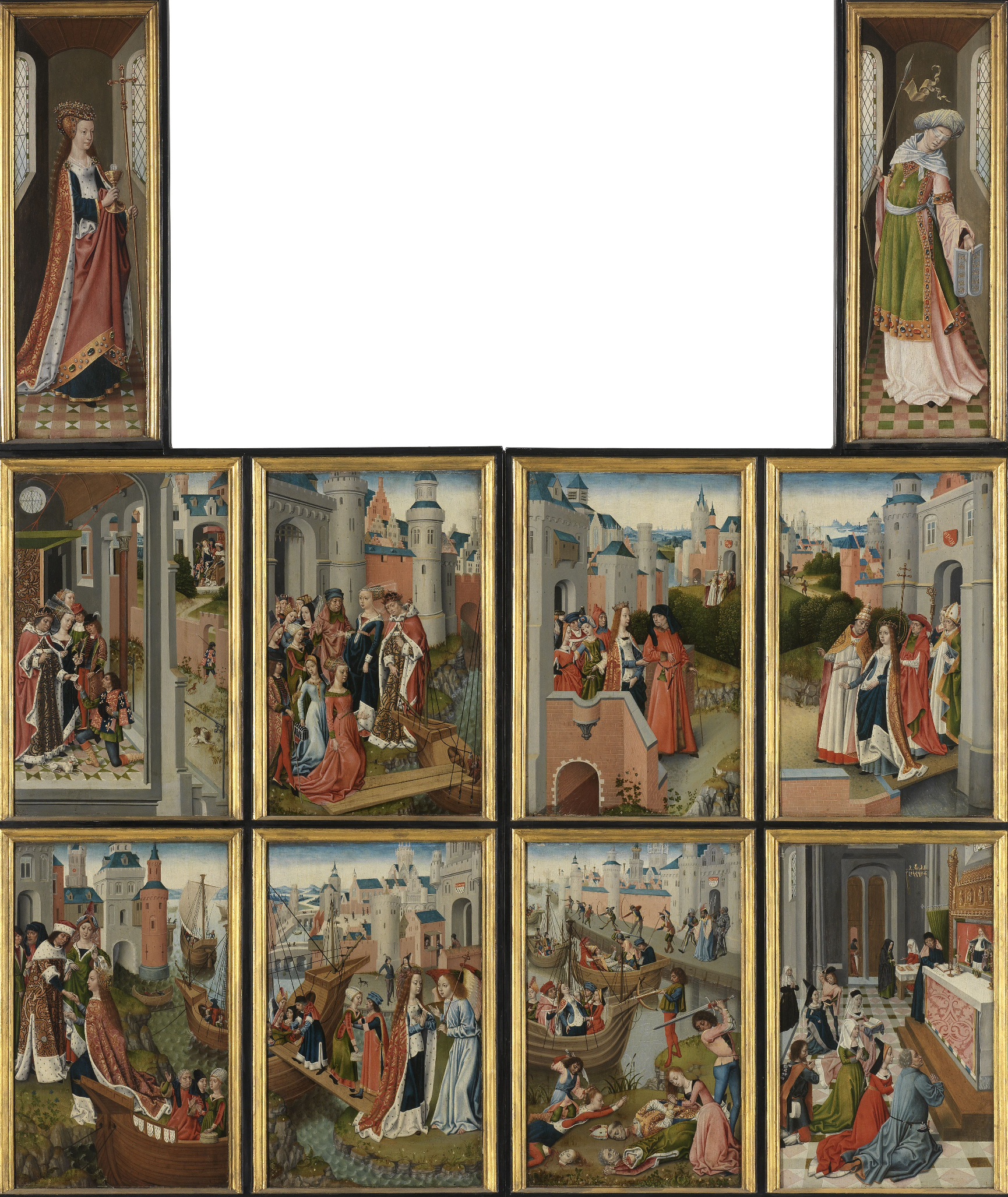
De legende van de heilige Ursula, Brugge, Groeningemuseum

Meester van de Ursulalegende, ook genoemd Meester van de (Brugse) legende van de heilige Ursula, is de noodnaam van een Vlaams kunstschilder die in Brugge actief was aan het eind van de 15e eeuw. Hij leefde vermoedelijk van 1436 tot 1504 en was als kunstenaar actief tussen ongeveer 1470-1475 en 1502. Hij maakte deel uit van de kunststroming die gekend is als de Vlaamse Primitieven. Hij kreeg zijn naam van Max Jakob Friedländer bij de tentoonstelling Les Primitifs Flamands in 1902 te Brugge. Voordien was deze naam aan diverse andere schilders toegewezen geweest, onder meer aan Justus van Gent en Dirk Bouts. Friedländer zou later een oeuvre van 24 werken aan deze meester toeschrijven. Deze toewijzingen werden opnieuw geëvalueerd in de jaren 1960 door Georges Marlier. 

## Naamgeving
De aanduiding van de anonieme kunstenaar verwijst naar een veelluik met taferelen uit het leven, of althans de legende, van de heilige Ursula. Het werk werd zeer waarschijnlijk geschilderd in opdracht van de Zusters augustinessen ook de Zwarte Zusters van Bethel genaamd. Deze zusters waren sedert 1361 in Brugge gevestigd. De kapel van het nu verdwenen klooster die men kent van het Brugse stadsplan van Marcus Gerards uit 1562, is afgebeeld op het paneeltje dat de aankomst van Ursula in Keulen voorstelt (onderaan tweede van links). Ook het habijt van de biddende zuster (schenkster ?) op het achtste paneeltje stemt overeen met de kleding van de Zwarte Zusters in de 15e en 16e eeuw zoals men ze kent van andere schilderijen. Het werk bevindt in het Groeningemuseum in Brugge.
Het werk, dat deel uitmaakte van een kastretabel, is uitgevoerd in olieverf op paneel. In zijn huidige toestand bestaat het uit twee deuren die elk zijn samengesteld uit vier paneeltjes die langs beide zijden beschilderd waren. Bovenaan zijn er nog twee smalle luiken, ook langs beide zijden beschilderd. De paneeltjes met het leven van de heilige Ursula meten ongeveer 48 x 31 cm, de bovenpanelen 59 x 18 cm.
De vrij exacte datering van dit en ook enkele andere werken van de meester is te danken aan het feit dat hij op de achtergrond van de afbeeldingen duidelijk herkenbare Brugse gebouwen weergaf. Met name het belfort onderging juist in deze periode een aantal opmerkelijke veranderingen, wat de datering vergemakkelijkt. Op het derde paneel links onder, ziet men de toren van het Belfort zonder de achthoekige bovenbouw waarvan de bouw in 1483 werd begonnen. Dit laat toe het werk te dateren voor 1483. Recent onderzoek van de ondertekening op het werk toont aan dat er verschillende meesters aan de paneeltjes werkten.

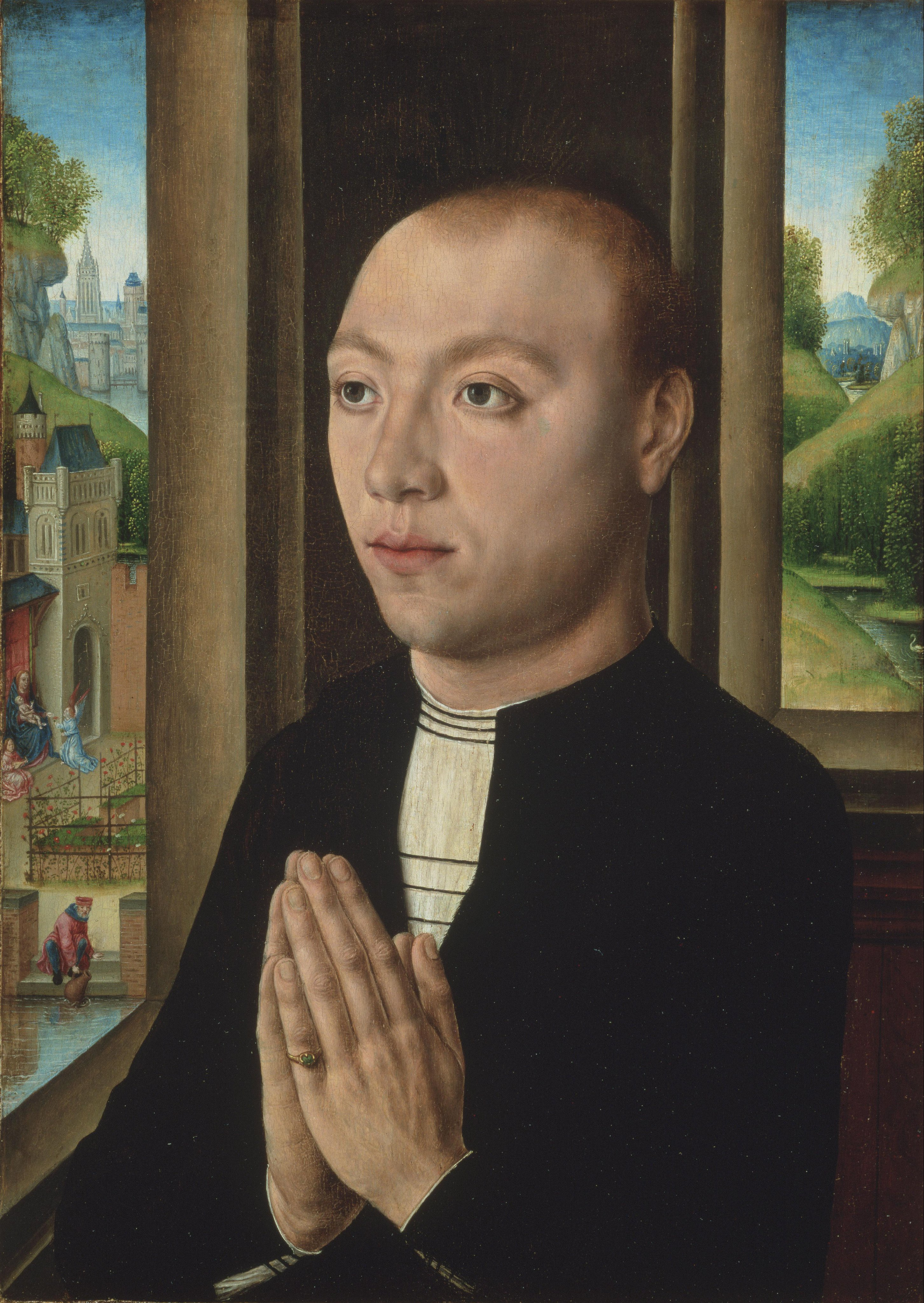
Portret van Ludovico Portinari, Philadelphia Museum of Art

## Stijlkenmerken
Deze Meester was in zijn stijl beïnvloed door Hans Memling en Gerard David en ook de invloed van Rogier van der Weyden en Hugo van der Goes is duidelijk herkenbaar. Ook zeer typisch zijn de kleine afbeeldingen van de meeste van zijn werken en de stijl die dikwijls doet denken aan de miniatuurschilderkunst die gebruikt werd om handschriften te verluchten.  De Meester was een van de belangrijkste en meest productieve schilders in het derde kwart van de 15e eeuw in Brugge, naast Memling en Gerard David. Hij had belangrijke klanten zoals de Portinari's en kreeg opdrachten van belangrijke kloosters in Brugge. Blijkbaar was deze Meester een belangrijk schilder in zijn tijd.

## Toewijzing
In een studie uit 2004 heeft de Brugs historicus Albert Janssens de Meester van de Ursulalegende vereenzelvigd met Pieter Casenbroot maar deze toewijzing moet zeker nog verder onderzocht worden.

## Belangrijkste werken
Hierbij vindt men een lijst van de belangrijkste werken die traditioneel aan de meester worden toegeschreven op basis van stijlovereenkomsten.
- Legende van de heilige Ursula, ca. 1482, Brugge, Groeningemuseum

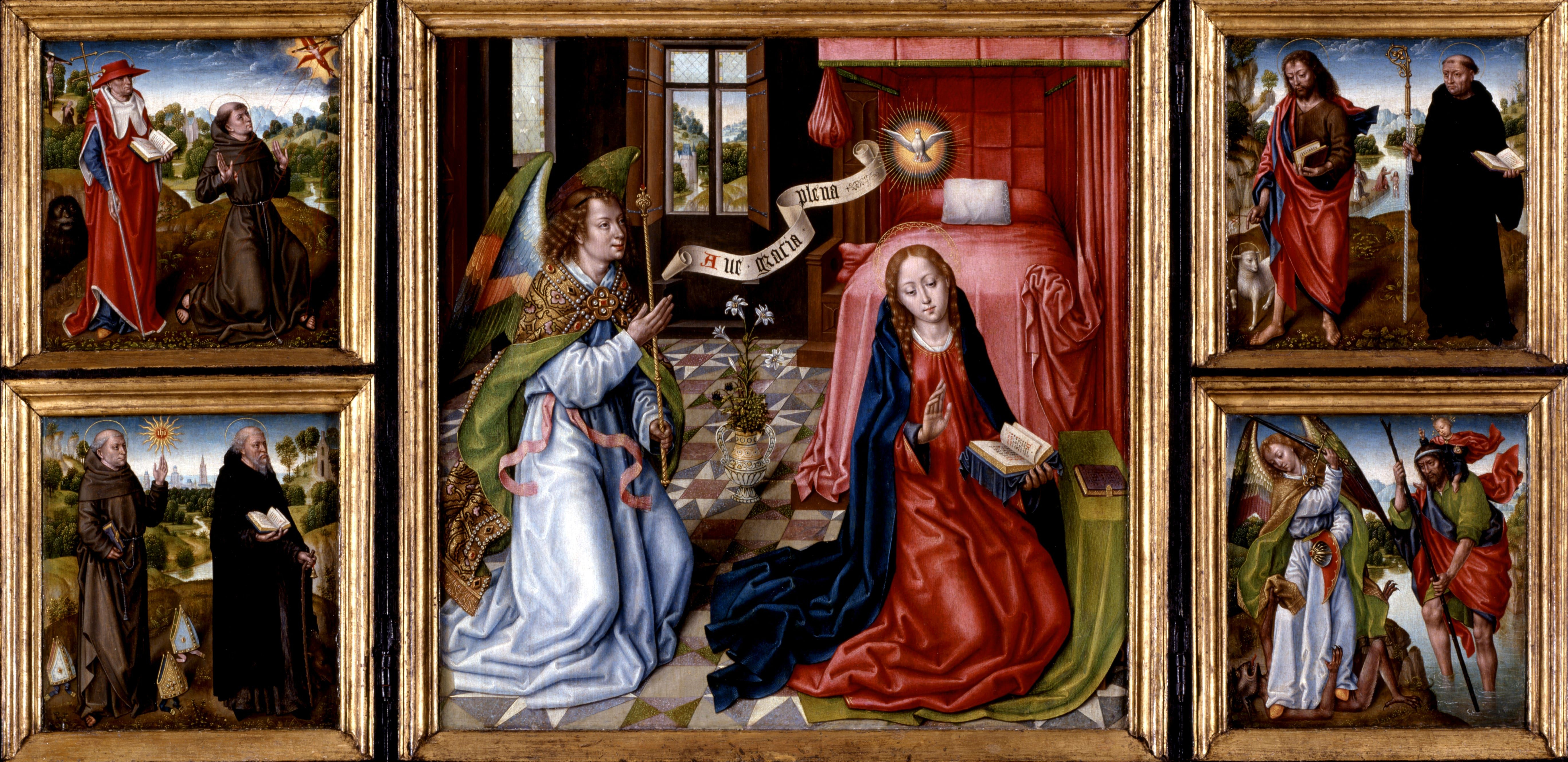
Annunciatietriptiek, Indianapolis Museum of Art

- De heilige maagd met het kind Jesus en drie schenkers, ca. 1486, Antwerpen, Koninklijk Museum voor Schone Kunsten
- Epitaaf van Anna van Nieuwenhove, 1479-1482, New York, Metropolitan Museum of Art
- Mystieke huwelijk van de heiige Catharina, Detroit Institute of Arts
- St.Anna ten drieën met heiligen, ca. 1490, Brussel, Koninklijke Musea voor Schone Kunsten
- Triptiek van de annunciatie, ca. 1483, Indianapolis Museum of Art
- Triptiek van de geboorte, (1493-1499) Detroit Institute of Arts
- Diptiek met Ludovico Portinari
  - De heilige maagd met het kind Jesus, Cambridge (Massachusetts), Fogg Art Museum
  - Portret van Ludovico Portinari, ca. 1480, Philadelphia Museum of Art

Enkele andere werken die men kan vinden bij belangrijke musea:
- Diptiek van Paolo Pagagnotti
  - Apostel Paulus met Paolo Pagagnotti, late jaren 1480, New York, Metropolitan Museum of Art
  - Christus en Maria, late jaren 1480, New York, Metropolitan Museum of Art

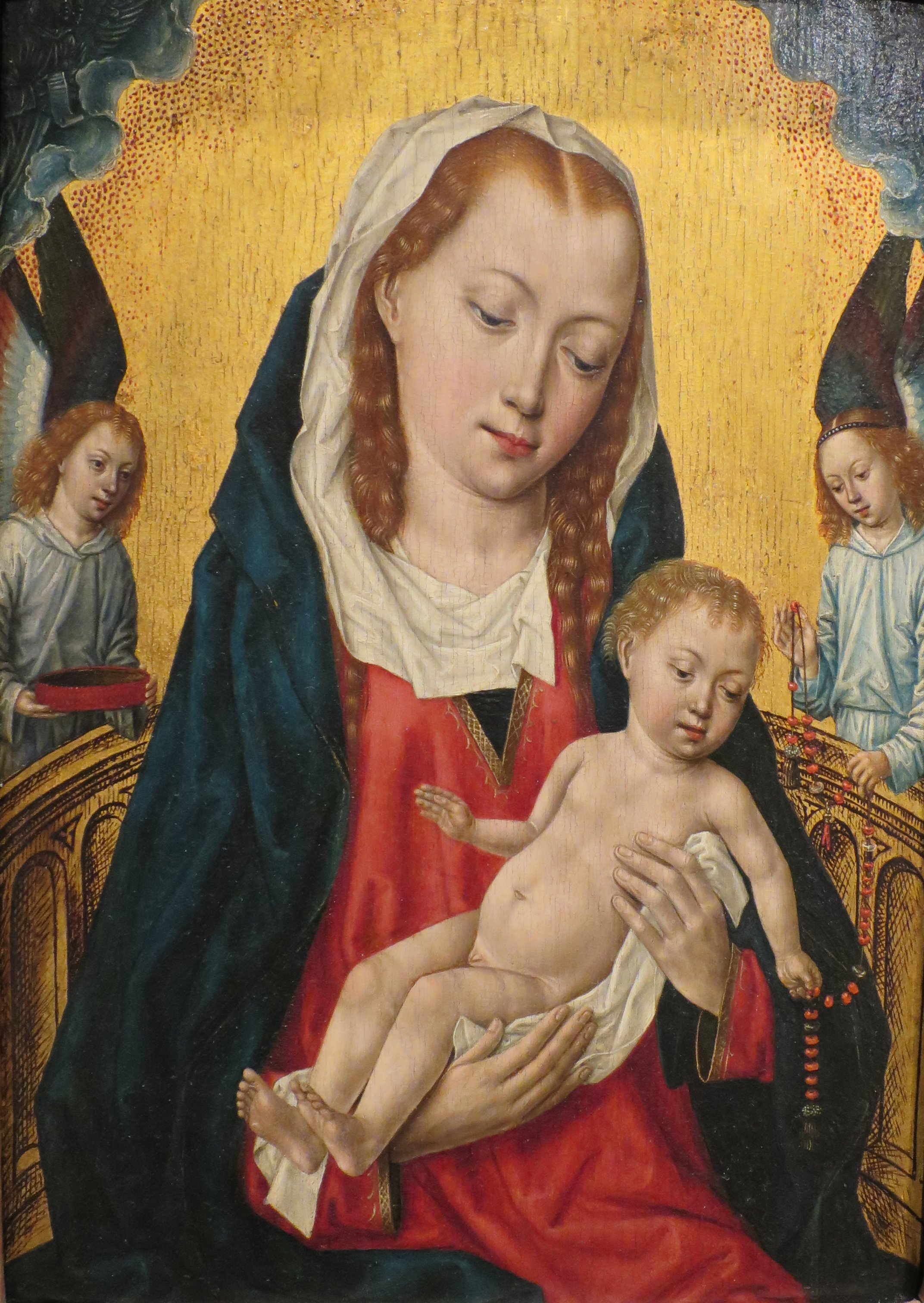
De heilige maagd met het kind Jesus en engelen, Los Angeles County Museum of Art

- Graglegging, 1499-1501, Cambridge, Fitzwilliam Museum
- Kruisiging met een heilige abt, Philadelphia Museum of Art
- Kruisiging met een schenker, Birmingham, The Barber Insttute of Fine Arts
- De heilige maagd met het kind Jesus en vier heiligen, Urbana-Champaign, Krannert Art Museum
- De heilige maagd met het kind Jesus, ca. 1480, Madrid, Thyssen-Bornemisza Collection
- De heilige maagd met het kind Jesus en twee engelen, ca. 1480, Cambridge (Massachusetts), Harvard University Art Museum
- De heilige maagd met het kind Jesus en twee engelen, ca. 1480, Aken, Suermondt-Ludwig-Museum
- De heilige maagd met het kind Jesus en engelen, ca. 1485, Los Angeles County Museum of Art
- De heilige maagd met het kind Jesus en twee engelen, ca. 1490, Londen, The National Gallery
- Marteldood van de heilige Ursula en de 11000 maagden,  Londen, Victoria and Albert Museum
- Michaël die de duivel bevecht,  Brugge, Onze-Lieve-Vrouw ter Potterie
- Portret van een dame met een anjer, Antwerpen, Museum Mayer van den Bergh
- Vera icon met engelen, Antwerpen, The Phoebus Foundation